# 古北界

古北界

古北界是八個動物分區中最大的一個，分布在舊大陸北方，因此稱為古北界。
它包括歐洲大陸，喜馬拉雅山脈以北的區域，非洲北部以及阿拉伯半島的中北部。
古北界(Palearctic realm)分成五個次區域：歐洲和西伯利亞; 環地中海地區; 撒哈拉沙漠和阿拉伯沙漠; 中西亞; 東亞。
它涵蓋:
- 歐洲諸國
- 中亞諸國
- 北非撒哈拉以北地區
- 西亞北迴歸線以北地區
- 南亞喜馬拉雅山脈以北地區
- 東亞秦嶺以北地區
- 東北亞諸國
- 北亞西伯利亞
- 台灣高山地區
- 越南北部少數地區

## 主要生態區
古北界包含寒帶氣候和溫帶氣候區，橫跨歐亞大陸從西歐到白令海。

### 歐洲西伯利亞地區
古北界最大的生物地理區域，從俄羅斯和北歐的苔原到西伯利亞廣大的針葉林和南方針闊混合林。這個龐大的區域有許多相似的動植物群。

### 環地中海地區
世界上最大的地中海型氣候，屬於溫帶，冬天多雨且較不冷，夏天乾燥較不炎熱。環地中海區域的灌木叢林有13,000個特有物種。

### 撒哈拉和阿拉伯沙漠
屬於熱帶沙漠，是古北界和衣索比亞界的分界線。

### 中西亞
在高加索山脈，是針葉和闊葉的混合林。
中亞和伊朗高原的植被主要是草原，地形是盆地，有山地森林高原草原。

### 東亞
台灣、韓國、日本和中國比較濕潤的溫帶西伯利亞和中亞的植被是溫帶針葉 ，闊葉和混交林。東亞並沒有受冰河期太大影響，因此保留96％的上新世樹屬，而歐洲只保留了27％。

## 古北界的生態區域
|  |  |